# Lettre d'un gentilhomme rural du Don
Lettre d'un gentilhomme rural du Don (en russe : Pismo donskogo pomechtchika Stepana Vladimirovitch N.k outchenomou sosedou Fridrikhou) est une nouvelle d’Anton Tchekhov, parue en 1880.

## Historique
Lettre d’un gentilhomme rural du Don est publiée dans la revue russe Le Spectateur, no 10, du 9 mars 1880, sous le pseudonyme Antocha.
Le titre complet est Lettre d’un gentilhomme rural du Don, Stefan Vladimirovitch N. à son voisin érudit Friedrich. La nouvelle est également connue en français sous le titre Lettre à un savant voisin.
Cette nouvelle est considérée comme la toute première nouvelle connue d’Anton Tchekhov. Il s'agit d'une nouvelle humoristique sur l’ignorance des gentilshommes campagnards.

## Résumé
Vassili Sémi-Boulatov, adjudant des Cosaques du Don en retraite et gentilhomme écrit à son voisin Maxime, installé depuis une année dans le voisinage. C’est une lettre pleine de déférence, de respect d’un être qui se qualifie lui-même de méchant petit vieillard à un savant.
Selon Guérassimov, un voisin à eux, Maxime soutiendrait l’idée que l’homme descend du singe. Cela ne veut pas être vrai et Vassili entend le prouver par maintes bonnes raisons : l’homme n’a pas de queue, nous ne pourrions pas aimer les femmes si elles sentaient la guenon et autres preuves indiscutables.
Autre idée de Maxime avec laquelle lui n’est pas d’accord : il n’y a personne sur la Lune, car si c’était le cas, les habitants tomberaient sur la terre.
Vassili profite de cette lettre pour proposer à Maxime une explication sur la durée des jours en hiver, comme les objets, ils se ratatinent sous l’effet du froid.
La lettre se termine sur invitation à venir le visiter pour parler science.

## Extraits
- « Je ne suis pas d’accord avec vous sur cette grave question… Car si l’homme descendait d’un singe stupide et ignare, il aurait une queue et une voix de sauvage ».

- « Le jour est plus court en hiver, car il se ratatine sous l’effet du froid ».

## Édition française
- Lettre d'un gentilhomme rural du Don, traduit par Madeleine Durand avec la collaboration d’E. Lotar, Vladimir Pozner et André Radiguet, dans le volume Premières nouvelles, Paris, 10/18, coll. « Domaine étranger » no 3719, 2004  (ISBN 2-264-03973-6)